# Lecanora subimmergens
Lecanora subimmergens är en lavart som beskrevs av Vain. Lecanora subimmergens ingår i släktet Lecanora och familjen Lecanoraceae.   Inga underarter finns listade i Catalogue of Life.